# Acetofenone
L'acetofenone è il composto organico di formula C6H5C(O)CH3. È il più semplice chetone aromatico. È un liquido viscoso incolore (fonde a 20 °C), usato principalmente per la sintesi di resine e fragranze.

## Sintesi
L'acetofenone può essere ottenuto in vari modi.
Un metodo non industriale prevede una acilazione di Friedel-Crafts tra benzene e anidride acetica.
Industrialmente si recupera come sottoprodotto dell'ossidazione dell'etilbenzene, che forma principalmente l'idroperossido usato nella produzione di ossido di propilene; dalla decomposizione selettiva dell'isopropilbenzene del processo di Hock (catalizzata da Cu(NO3)2) oppure come sottoprodotto dello stesso.

## Usi

### Precursore di resine
L'acetofenone è usato assieme a formaldeide e ad una base per produrre resine importanti dal punto di vista commerciale. I polimeri ottenuti sono convenzionalmente descritti con la formula [(C6H5C(O)CH]x(CH2)x}n, dato che derivano da una condensazione aldolica. Queste sostanze sono componenti utilizzati in film e inchiostri. Modificando per idrogenazione le resine chetoniche precedentemente menzionate si ottengono resine acetofenone-formaldeide modificate. I polioli risultanti possono essere ulteriormente reticolati con isocianati. Queste resine modificate si trovano in film, inchiostri e adesivi.

### Precursore dello stirene
Nei laboratori didattici, l'acetofenone viene convertito in stirene in un processo di due stadi che illustra la riduzione dei carbonili e la disidratazione degli alcoli:
{\displaystyle {\ce {4C6H5C(O)CH3 + NaBH4 + 4H2O -> 4C6H5CH(OH)CH3 + NaOH + B(OH)3}}}
{\displaystyle {\ce {C6H5CH(OH)CH3 -> C6H5CH=CH2 + H2O}}}
Un processo analogo è usato industrialmente, ma lo stadio di idrogenazione a 1-feniletanolo è condotto su un catalizzatore di rame.

### Usi in campo farmaceutico e simili
L'acetofenone è usato come materia prima nella sintesi di alcuni prodotti farmaceutici ed è anche un eccipiente approvato dalla Food and Drug Administration degli Stati Uniti. In un rapporto del 1994 pubblicato da cinque compagnie statunitensi produttrici di sigarette, l'acetofenone è elencato come uno dei 599 additivi utilizzati nelle sigarette.

### Utilizzi minori
L'acetofenone viene utilizzato per creare fragranze che assomigliano a mandorla, ciliegia, caprifoglio, gelsomino e fragola. Viene utilizzato nella gomma da masticare. Essendo prochirale, l'acetofenone è anche un substrato di prova comunemente usato negli esperimenti di trasferimento asimmetrico di idrogeno. L'acetofenone è anche usato come aromatizzante in molte bevande e dolci al sapore di ciliegia, dato che costa molto meno e dà risultati soddisfacenti per i consumatori.

## Farmacologia
L'acetofenone è stato usato in medicina tra la fine del XIX secolo e l'inizio del XX secolo. Era commercializzato come ipnotico e anticonvulsivante con il nome di Hypnone. La dose tipica era 0,12–0,30 millilitri. L'effetto sedativo era considerato superiore a quello della paraldeide e dell'idrato di cloralio. Nell'uomo l'acetofenone è metabolizzato ad acido benzoico, acido carbonico e acetone.

## Presenza in natura
L'acetofenone si trova in natura in molti alimenti tra cui mele, formaggi, albicocche, banane, carne di manzo e cavolfiori.

## Sicurezza
L'acetofenone è nocivo per ingestione e molto irritante per gli occhi. Non ci sono dati che indichino proprietà cancerogene.